# Нефробластома
Нефробласто́ма (опухоль Вильмса) — высокозлокачественная эмбриональная опухоль, происходящая из развивающихся тканей почек.
Заболевание является наиболее частым злокачественным новообразованием мочеполового тракта у детей. Наиболее часто встречается в возрасте до 5 лет с одинаковой частотой у мальчиков и девочек. Установлена связь между возрастом матери и вероятностью родить ребёнка с нефробластомой. Опухоль Вильмса часто сочетается и с врождёнными аномалиями развития.
Своё название опухоль Вильмса получила в честь немецкого хирурга Макса Вильмса (1867—1918), предложившего в 1899 г. в своей монографии обзор литературы по опухолям почек у детей и обосновавшего гистогенез опухоли.
Опухоль Вильмса – эмбриональный рак почки, состоящий из таких гистологических элементов, как бластема, строма и эпителий. Генетические аномалии вовлечены в патогенез, но семейное наследование связано только с 1–2% случаев. Диагноз ставят на основании УЗИ, КТ органов брюшной полости или МРТ. Лечение может включать хирургическую резекцию, химиотерапию и лучевую терапию.
Опухоль Вильмса обычно проявляется у детей младше 5 лет, но иногда у детей старшего возраста и изредка у взрослых. Опухоль Вильмса составляет около 6% случаев рака у детей младше 15 лет. Двусторонние синхронные опухоли встречаются примерно у 5% больных.

## Этиология
В некоторых случаях были выявлены хромосомные делеции WT1, гена-супрессора опухоли Вильмса. Другие связанные с ними генетические отклонения включают делеции WT2 (второй ген-супрессор опухоли Вильмса), утрату гетерозиготности 16q и 1p и инактивацию гена WTX.
Около 10% случаев проявляются с другими врожденными аномалиями, особенно мочеполовыми, но также распространена и гемигипертрофия (асимметрия тела). WAGR синдром представляет собой сочетание опухоли Вильмса (с делецией WT1,), аниридии, пороков развития мочеполовой системы (например, гипоплазии, поликистоза, гипоспадии, крипторхизма) и умственной отсталости.

## Гистологическое строение
Опухоль Вильмса – эмбриональный рак почки, состоящий из таких гистологических элементов, как бластема, строма и эпителий.

## Клинические проявления
Клинически опухоль обычно обнаруживается родителями или педиатром во время осмотра внешне здорового ребёнка. Представляет собой плотное безболезненное образование в брюшной полости, часто имеющее гладкую или неровную поверхность. Иногда единственным симптомом заболевания является появление крови в моче макрогематурия, которое является следствием прорастания опухоли в чашечную систему почки. Кроме того, могут быть и неспецифичные симптомы, например лихорадка, повышение артериального давления, желудочно-кишечные расстройства или просто общее недомогание.
В редких случаях первым проявлением опухоли Вильмса является болевой синдром, который наиболее вероятно обусловлен прорастанием новообразования в окружающие ткани и органы и сдавливанием нервных окончаний, а также растяжением почечной капсулы.

## Диагностика
Инструментальная диагностика опухоли Вильмса базируется на проведении рентгенологического исследования брюшной полости, проведения экскреторной урографии, ультразвуковой томографии. В последнее время широкое применение получила методика магнитно-резонасной томографии.
Кроме того, при обследовании ребёнка необходимо также рентгенографическое изучение органов грудной клетки из-за возможного метастатического поражения лёгких.
- УЗИ брюшной полости, КТ или МРТ

УЗИ органов брюшной полости позволяет определить, является ли образование кистозным или солидным и вовлечена ли почечная или полая вены. КТ или МРТ органов брюшной полости необходимы для определения распространенности опухоли и выявления распространения в регионарные лимфатические узлы, контралатеральную почку или печень. КТ органов грудной клетки рекомендуется для выявления метастатического поражения легких при первоначальной диагностике.
Диагноз опухоли Вильмса, как правило, предполагается на основе результатов методов визуализации, так что на момент постановки диагноза у большинства пациентов проводится нефрэктомия, а не биопсия. Биопсия не проводится из-за риска заражения брюшины опухолевыми клетками, которые будут распространять рак и таким образом изменят стадию с более низкой на более высокую, требующую более интенсивной терапии.
Во время операции берется образец регионарных лимфатических узлов для патологического и хирургического стадирования (см. также Стадирование Опухоли Вильмса Национального института рака [NCI Stages of Wilms Tumor]).

## Классификация

### Стадии
На практике используется классификация процесса по стадиям:
I стадия — опухоль ограничена почкой и полностью удалена.
II стадия — опухоль выходит за пределы капсулы почки, но удалена радикально.
III стадия — опухоль выходит за пределы почки и удалить её не представлялось возможным. Гематогенные метастазы не выявлены.
IV стадия — наличие гематогенных метастазов (лёгкие, печень, кости).
V стадия — двусторонняя опухоль Вильмса.

## Прогноз
Прогноз опухоли Вильмса зависит от
- От гистологического варианта (благоприятная или неблагоприятная)
- Стадии на момент постановки диагноза
- Возраст пациентов (пожилой возраст ассоциируется с плохим прогнозом)

Исход для детей с опухолью Вильмса благоприятный. Частота излечения на начальных стадиях заболевания (локализованы в почке) варьируется в пределах 85–95%. Даже дети с распространенными стадиями имеют благоприятный прогноз; частота излечения варьируется от 60% (неблагоприятная гистология) до 90% (благоприятная гистология).
Опухоль может рецидивировать, обычно в течение 2 лет после постановки диагноза. Лечение у детей с рецидивирующим раком возможно. Исход после рецидива лучше у детей, изначально имевших более низкую стадию заболевания, у которых опухоль рецидивировала в месте, которое не было облучено, у кого прошло больше года после проявления и которые получали менее интенсивное лечение на начальном этапе.

## Лечение
Лечение должно быть комплексным. Применяется оперативное лечение, химиотерапия, лучевая терапия.
Число излеченных больных нефробластомой по разным данным составляет около 70—90 %. Новорождённым операция проводится с удалением почки в течение первых 14 дней жизни.
- Хирургическое удаление и химиотерапия
- Лучевая терапия для пациентов с более высокой стадией/риском болезни

Первоначальное лечение односторонней опухоли Вильмса - это первичная хирургическая резекция с последующей адъювантной химиотерапией. Для излечения определенной группы молодых пациентов с небольшими опухолями достаточно применения только хирургического метода. Тип химиотерапевтического препарата и продолжительность терапии зависят от результатов гистологического исследования и стадии опухоли. Режим химиотерапии зависит от группы риска, но, как правило, состоит из актиномицина D (дактиномицина) и винкристина с доксорубицином, или без него. Для более агрессивных опухолей используются интенсивные многокомпонентные режимы химиотерапии.
Дети с очень большими неоперабельными опухолями или двусторонними опухолями являются кандидатами на химиотерапию с последующим повторным обследованием и отсроченной резекцией. 
Детям, с болезнью более высокой стадии или опухолями, которые поражают региональные лимфатические узлы, проводят лучевую терапию.